# Сельхозтехника (городской округ Подольск)
Сельхозтехника — посёлок в Подольском районе Московской области России. Входит в состав сельского поселения Стрелковское (до середины 2000-х — Стрелковский сельский округ).

## Население
Согласно Всероссийской переписи, в 2002 году в посёлке проживал 291 человек (126 мужчин и 165 женщин). По данным на 2005 год в посёлке проживало 325 человек.

## Расположение
Посёлок Сельхозтехника расположен у восточной границы города Подольска. В 800 метрах к востоку от посёлка проходит Симферопольское шоссе.